# Први бол
„Први бол” је приповетка коју је Франц Кафка написао између јесени 1921. и пролећа 1922. године, а која је први пут објављена 1922. године. Ова прича је касније укључена у збирку Уметник у гладовању, објављену убрзо након Кафкине смрти.

## Радња
Прича прати уметника на трапезу који жели да остане на свом трапезу све време, и да се никада не врати на земљу. Суочен је са потешкоћама када циркус за који ради мора да путује од места до места. За уметника се каже да је посвећен усавршавању своје тачке. Нико му се не противи и сваком његовом захтеву удовољавају. Када уметник путује, он добија сопствени смештај: код представа у граду, на наступе га воде тркачким аутомобилом како би га поштедели муке, или, ако би путовао возом, резервисали би му цео купе и он би проводио сате у мрежи за пртљаг. По доласку на дестинацију, уметник заузима своје место и виси на трапезу. Чак и током наступа позоришне групе, он остаје у јавности, савршено миран.
Једног дана, док група путује на другу дестинацију, уметник на трапезу привлачи пажњу свог импресарија једва чујним питањем. Импресарио је спреман да учини све што овај затражи, а уметник му каже да би у будућности више волео да има и други трапез. Том приликом, уметник бризне у плач и каже: „Како сам могао живети − само са том једном шипком у рукама”. Импресарио га уверава да ће добити свој други трапез, али сада брине за будућност уметника јер је по први пут почео да преиспитује природу своје уметности: „Ако су га једном почеле морити такве мисли, могу ли икада сасвим исчезнути? Неће ли те мисли постати све црње? Нису ли оне угрожавале живот? И збиља, имрпесарију се канда чинило да види како се у наизглед мирном сну којим се плач завршио, почињу урезивати прве боре у глатко дечије лице уметника на трапезу.”

## Анализа
За разлику од друге две приче о уметницима из збирке Уметник у гладовању, овде је приказан само уметник на трапезу и његово непосредно водвиљско окружење, али не и публика. Тиме се ствара утисак о уметности која је сврха сама себи, искључиво ради просвећивања уметника. Уметник на трапезу има контакт само са људима који раде са њим или са његовим импресариом. Један од најлепших тренутака у животу импресарија је када уметник на трапезу може да се врати својој тачки после путовања.
Импресарио одмах подржава уметников захтев за другим трапезом, који овај крајње емотивно тражи. Склад између њих двојице у овом питању и необичност што се до сада сналазио само са једним трапезом показује се у томе што су сузе уметника поквасиле и лице импресарија. Али у исто време импресарио се ослобађа зависности од уметника јер види претњу својој егзистенцији коју представља његово старење. До сада је уметник на трапезу, својом младалачком агилношћу, био „изванредан и незаменљив уметник”. Сада се назире крај ове ере.